# Friedrich Wilhelm Ghillany
Friedrich Wilhelm Ghillany (* 18. April 1807 in Erlangen; † 26. Juni 1876 in seinem Landhaus Schellek am Starnberger See) war ein deutscher evangelischer Theologe, Historiker und Publizist.

## Leben
Während seines Studiums wurde Ghillany in Erlangen im Winter-Semester 1825/26 Mitglied der Burschenschaft der Bubenreuther. Er war nach seinem Studium kurzzeitig Vikar an der Egidienkirche in Nürnberg, wechselte aber 1835 wegen Konflikten mit der kirchlichen Obrigkeit auf eine Professur an der Nürnberger technischen Kreisschule. 1841 wurde er zusätzlich Stadtbibliothekar. 1855 gab er seine Ämter auf und lebte als Privatgelehrter und Autor in München. Unter dem Einfluss seines Freundes Georg Friedrich Daumer publizierte er 1842 das judenfeindliche Werk „Die Menschenopfer der alten Hebräer“. In diesem bezog er sich unter anderem auf Ritualmordlegenden und die Damaskusaffäre und schrieb, im Judentum würde ein vormosaischer Opferkult heimlich weitergeführt.

## Schriften (Auswahl)
- Die Menschenopfer der alten Hebräer. Eine geschichtliche Untersuchung, Nürnberg 1842 (Digitalisat).
- Nürnberg historisch und topographisch nach den ältesten vorhandenen Quellen und Urkunden, München 1863 (Digitalisat)
- Diplomatisches Handbuch. Sammlung der wichtigsten europäischen Friedensschlüsse, Congressacten und sonstigen Staatsurkunden vom Westphälischen Frieden bis auf die neueste Zeit. Zwei Bände und Beigabe.
  - Bd. 1: Ältere Friedensschlüsse vom Westfälischen Frieden bis zur Restauration. Beck, Nördlingen 1855 (Digitalisat der Bayerischen Staatsbibliothek)
  - Bd. 2: Actenstücke über die inneren Verhältnisse Deutschlands seit Auflösung des deutschen Reichs. Beck, Nördlingen 1855 (Digitalisat der Bayerischen Staatsbibliothek)
  - Beigabe: Chronologisches Handbuch für die neuere politische Geschichte vom westphälischen Frieden bis auf die Gegenwart. Eine Beigabe zu dem diplomatischen Handbuch des Verfassers. Verlag Wilhelm Schmid, Nürnberg 1856 (Digitalisat der Bayerischen Staatsbibliothek)
- Europäische Chronik von 1492 bis Ende April 1877. Mit besonderer Berücksichtigung der Friedensverträge, deren wichtigste Paragraphen nach dem Wortlaut in der Grundsprache der Friedensinstrumente eingeführt werden. Ein Handbuch für Freunde der Politik und Geschichte.
  - Band 1: 1492 bis 1830. Nebst Registern. Leipzig 1865 (Digitalisat).
  - Band 2: 1831 bis Ende April 1865. Leipzig 1865 (Digitalisat).
  - Band 3: 1. Mai 1965 bis Ende April 1867. Leipzig 1867 (Digitalisat).
  - Band 4: Mai 1867 bis Ende Juni 1870. Leipzig 1878 (Digitalisat).
  - Band 5: Anfang Juli 1870 bis Ende April 1877. Leipzig 1878 (Digitalisat).